# جاستن سيمونز (لاعب كرة قاعدة)
جاستن سيمونز (بالإنجليزية: Justin Simmons)‏ هو لاعب كرة قاعدة أمريكي، ولد في 5 أكتوبر 1981 في أرلينغتون في الولايات المتحدة.

## وصلات خارجية
- جاستن سيمونز على موقعبيزبول رفرنس.كوم (الدوري الثانوي) (الإنجليزية)